# Alethe
Alethe é um género de piscos que inclui 6 espécies com distribuição na África sub-saariana. Habitam florestas, junto do solo.
São muscicapídeos de médio porte, com cerca de 20 cm de comprimento. A plumagem é muito semelhante entre espécies e entre sexos, acastanhada ou avermelhada no dorso, mais clara, branca ou amarela, na zona ventral. A maioria das espécies de Alethe tem uma risca superciliar acinzentada (na zona da sobrancelha). Alimentam-se sobretudo de insectos, principalmente formigas e térmitas, mas complementam a dieta com frutos.

## Espécies
- Alethe diademata (Bonaparte, 1850)
- Alethe castanea (Cassin, 1856)